# تشاينا غروف (كارولاينا الشمالية)
تشاينا غروف (بالإنجليزية: China Grove, North Carolina)‏ هي بلدة أمريكية تقع في الولايات المتحدة في مقاطعة روان. يقدر عدد سكانها بـ 3,563 نسمة ومساحتها 5.1 كم2 و وترتفع عن سطح البحر 258 متر.

## التركيبة السكانية
حدّد مكتب تعداد الولايات المتحدة بيانات التركيبة السكانية لتشاينا غروف في تعداد الولايات المتحدة. في ما يلي، التركيبة السكانية حسب تعدادي 2000 و2010.

### تعداد عام 2000
بلغ عدد سكان تشاينا غروف 3,616 نسمة بحسب تعداد عام 2000، وبلغ عدد الأسر 1,388 أسرة وعدد العائلات 1,000 عائلة مقيمة في البلدة. في حين سجلت الكثافة السكانية 387.2 نسمة لكل كيلومتر مربع (1,002.8/ميل2). وبلغ عدد الوحدات السكنية 1,466 وحدة بمتوسط كثافة قدره 157 لكل كيلومتر مربع (406.6/ميل2).
وتوزع التركيب العرقي للبلدة بنسبة 85.70% من البيض و6.97% من الأمريكيين الأفارقة و0.28% من الأمريكيين الأصليين و0.94% من الأمريكيين ذوي الأصول الآسيوية و0.14% من سكان جزر المحيط الهادئ و5.39% من الأعراق الأخرى و0.58% من عرقين مختلطين أو أكثر و9.43% من الهسبانيون أو اللاتينيون من أي عرق.
بلغ عدد الأسر 1,388 أسرة كانت نسبة 38% منها لديها أطفال تحت سن الثامنة عشر تعيش معهم، وبلغت نسبة الأزواج القاطنين مع بعضهم البعض 53.7% من أصل المجموع الكلي للأسر، ونسبة 13.2% من الأسر كان لديها معيلات من الإناث دون وجود شريك،  بينما كانت نسبة 5.2% من الأسر لديها معيلون من الذكور دون وجود شريكة وكانت نسبة 28% من غير العائلات. تألفت نسبة 24.9% من أصل جميع الأسر من عدة أفراد يعيشون في نفس المنزل ونسبة 11.5% كانت تتألف من شخص يعيش بمفرده يبلغ من العمر 65 عاماً أو أكثر. وبلغ متوسط حجم الأسرة المعيشية 2.58، أما متوسط حجم العائلات فبلغ 3.05.
بلغ العمر الوسطي للسكان 35.1 عاماً. وكانت نسبة 25.6% من القاطنين تحت سن الثامنة عشر، وكانت نسبة 9.9% بين الثامنة عشر والرابعة والعشرين عاماً، ونسبة 29.8% كانت واقعةً في الفئة العمرية ما بين الخامسة والعشرين والرابعة والأربعين عاماً، ونسبة 20.7% كانت ما بين الخامسة والأربعين والرابعة والستين، ونسبة 13.2% كانت ضمن فئة الخامسة والستين عاماً فما فوق. يوجد لكل 100 أنثى 93.7 ذكر، ويوجد لكل 100 أنثى في الثامنة عشر من عمرها فما فوق 92.1 ذكر.
بلغ متوسط دخل الأسرة في البلدة 36,580 دولارًا، أما متوسط دخل العائلة فبلغ 40,402 دولارًا. وكان متوسط دخل الذكور 29,167 دولارًا مقابل 21,932 دولارًا للإناث. وسجل دخل الفرد الخاص بالبلدة 17,040 دولارًا. وكانت نسبة 10.2% من العائلات ونسبة 12.8% من السكان تحت خط الفقر، وكان من هؤلاء نسبة 19.6% تحت سن الثامنة عشر ونسبة 7.5% في الخامسة والستين من العمر وما فوق.

### تعداد عام 2010
بلغ عدد سكان تشاينا غروف 3,563 نسمة بحسب تعداد عام 2010، وبلغ عدد الأسر 1,392 أسرة وعدد العائلات 976 عائلة مقيمة في البلدة. في حين سجلت الكثافة السكانية 381.5 نسمة لكل كيلومتر مربع (988.1/ميل2). وبلغ عدد الوحدات السكنية 1,564 وحدة بمتوسط كثافة قدره 167.5 لكل كيلومتر مربع (433.8/ميل2).
وتوزع التركيب العرقي للبلدة بنسبة 81.45% من البيض و7.41% من الأمريكيين الأفارقة و0.59% من الأمريكيين الأصليين و2.22% من الأمريكيين ذوي الأصول الآسيوية و6.82% من الأعراق الأخرى و1.52% من عرقين مختلطين أو أكثر و9.91% من الهسبانيون أو اللاتينيون من أي عرق.
بلغ عدد الأسر 1,392 أسرة كانت نسبة 33.5% منها لديها أطفال تحت سن الثامنة عشر تعيش معهم، وبلغت نسبة الأزواج القاطنين مع بعضهم البعض 50.5% من أصل المجموع الكلي للأسر، ونسبة 13.9% من الأسر كان لديها معيلات من الإناث دون وجود شريك،  بينما كانت نسبة 5.7% من الأسر لديها معيلون من الذكور دون وجود شريكة وكانت نسبة 29.9% من غير العائلات. تألفت نسبة 25.8% من أصل جميع الأسر من عدة أفراد يعيشون في نفس المنزل ونسبة 9.3% كانت تتألف من شخص يعيش بمفرده يبلغ من العمر 65 عاماً أو أكثر. وبلغ متوسط حجم الأسرة المعيشية 2.54، أما متوسط حجم العائلات فبلغ 3.02.
بلغ العمر الوسطي للسكان 37.9 عاماً. وكانت نسبة 23.6% من القاطنين تحت سن الثامنة عشر، وكانت نسبة 8.8% بين الثامنة عشر والرابعة والعشرين عاماً، ونسبة 27.6% كانت واقعةً في الفئة العمرية ما بين الخامسة والعشرين والرابعة والأربعين عاماً، ونسبة 27.6% كانت ما بين الخامسة والأربعين والرابعة والستين، ونسبة 12.4% كانت ضمن فئة الخامسة والستين عاماً فما فوق. وتوزع التركيب الجنسي للسكان بنسبة 49.1% ذكور و50.9% إناث.

## أعلام
- كونراد بور
- كراش هولي
- جاكي فارجو